# Воркутинское кольцо
Воркутинское кольцо (кольцевая автодорога «Воркута») — автодорога, соединяющая Воркуту с шахтёрскими посёлками и шахтами.

## История
Изначально для вывоза угля из шахт, расположенных в окрестностях Воркуты, была построена кольцевая железная дорога, соединившая город и шахтёрские посёлки Комсомольский, Воргашор, Промышленный, Юршор, Северный и Октябрьский.
В 1976—1978 годах для пассажирского сообщения была построена кольцевая автомобильная дорога «Воркута» длиной 50 километров, которая дублировала железнодорожное кольцо, но с меньшим радиусом, и получившая также название «Воркутинское кольцо» или «Северное кольцо».
В годы перестройки и экономических реформ 1990-х годов ввиду нерентабельности бо́льшая часть шахт была закрыта, и население сохранилось только в двух поселках кольца — Воргашор и Северный.

## Расположение
Воркута является юго-восточным звеном Кольца.
Посёлки и шахты по трассе
- Комсомольский
- Воргашор
- Северный
- Юршор
- Промышленный
- Воркута

## Транспорт
Регулярный общественный транспорт: автобус и маршрутное такси (отправляются от площади Металлистов в центре Воркуты).
Транспорт ходит по двум направлениям:
- «по западу», то есть по часовой стрелке,
- и «по северу» — против неё.

Большинство маршрутов транспорта проходит только до Воргашора и Северного, между которыми не осталось жилых посёлков.